# Office for Metropolitan Architecture
Office for Metropolitan Architecture (OMA) è uno studio di architettura olandese con sede a Rotterdam, fondato nel 1975 dall'architetto olandese Rem Koolhaas e dall'architetto greco Elia Zenghelis, insieme a Madelon Vriesendorp e Zoe Zenghelis.
Attuali partner di OMA sono Rem Koolhaas, Ellen van Loon, Reinier de Graaf, Shohei Shigematsu, Iyad Alsaka, David Gianotten, Chris van Duijn, Ippolito Pestellini Laparelli e Jason Long.

## Opere
- Fondazione Prada
- New Museum
- Qatar National Library
- Fondaco dei Tedeschi
- De Rotterdam
- CCTV - Headquarters
- Casa da Musica
- Seattle Public Library
- Ambasciata olandese a Berlino